# Dolton (Dakota del Sur)
Dolton es un pueblo ubicado en el condado de Turner en el estado estadounidense de Dakota del Sur. En el Censo de 2010 tenía una población de 37 habitantes y una densidad poblacional de 55,8 personas por km².

## Geografía
Dolton se encuentra ubicado en las coordenadas 43°29′28″N 97°23′5″O / 43.49111, -97.38472. Según la Oficina del Censo de los Estados Unidos, Dolton tiene una superficie total de 0.66 km², de la cual 0.66 km² corresponden a tierra firme y (0%) 0 km² es agua.

## Demografía
Según el censo de 2010, había 37 personas residiendo en Dolton. La densidad de población era de 55,8 hab./km². De los 37 habitantes, Dolton estaba compuesto por el 86.49% blancos, el 0% eran afroamericanos, el 0% eran amerindios, el 0% eran asiáticos, el 0% eran isleños del Pacífico, el 2.7% eran de otras razas y el 10.81% pertenecían a dos o más razas. Del total de la población el 2.7% eran hispanos o latinos de cualquier raza.